# Alecsandro
Alecsandro Barbosa Felisbino, ou tout simplement Alecsandro (Bauru, le 4 février, 1981) est un footballeur brésilien qui joue comme attaquant. Joue actuellement pour l'Esporte Clube Noroeste.

## Carrière

### Début à Vitoria et prêts
Alecsandro a commencé sa carrière à Vitória, où il a été largement critiqué et a fini par être deux fois prêté au Sport et Ponte Preta, respectivement. Il est retourné à Vitória en 2005, l'année qui se trouvait à l'échelle nationale pour être vice-mitrailleur de Série B cette année, et a été considéré par les fans comme l'un des seuls à ne pas blâmer pour la relégation Lion à Série C, l'année suivante.

### Cruzeiro et Sporting
Il est prêté au club de Cruzeiro en 2005 et, malgré un bon départ, avec onze buts en dix-huit matchs dans le Championnat du Brésil, il passe une grande partie de la première moitié de 2006 en tant que remplaçant de l'attaquant Elber.
Il est prêté au Sporting Clube de Portugal en août 2006. Il parvient à gagner la confiance de l'entraîneur Paulo Bento et marque 8 buts en 25 apparitions. À la fin de la saison, l'option d'achat pour Alecsandro s'avère trop coûteuse pour les caisses du club Alvalade et il retourne donc à Cruzeiro.
Malgré les doutes d'une partie des supporteurs de Cruzeiro, il montre qu'il peut être une arme offensive redoutable. Il marque beaucoup de buts et permet à son équipe de se qualifier pour la Copa Libertadores 2008. En 2008, Alecsandro s'envole pour le club d'Al-Wahda.

### International
Le 21 janvier 2009 a été embauché par le Sport Club Internacional comme renfort pour le centenaire du club de gaucho. Dans le Colorado, Alecsandro a été l'un des meilleurs buteurs de l'équipe, remplaçant idole Nilmar, qui a été vendue à Villarreal de l'Espagne.
Il était le joueur qui a marqué des buts pour le Colorado en 2009 avec un total de 28 buts, 16 d'entre eux dans le Championnat du Brésil, mais il était encore contesté par une grande partie de la foule pour son football. Il a continué à marquer des buts en 2010 et a terminé son temps au Colorado club de la moyenne d'un but tous les deux matches.
Inter a remporté trois titres: le Championnat du Rio Grande do Sul, la Coupe Suruga et la Copa Libertadores importante. Mais il a quitté le club avec la partie négative de premier plan dans le Coupe du monde des clubs de la FIFA 2010, où l'Inter a été éliminé en demi-finale pour l'inconnu TP Mazembe.

### Vasco da Gama
Le 16 mars 2011 a été transféré à Vasco da Gama. Il a commencé une bonne série de buts, ayant également marqué le seul but du premier match de la finale de la Coupe du Brésil dans la victoire de 1-0 sur Coritiba. Il a également marqué dans le deuxième match de la décision, qui a pris fin 3-2 au rival, mais qui a donné le titre au club, finissant meilleur buteur du tournoi encore.
Après la Coupe du Brésil a chuté à la production et a finalement perdu le travail à Elton et étant éreinté par les fans mais toujours faire des buts décisifs.
Cependant, a toujours eu une relation difficile avec les fans, cela est dû au fait qu'il n'y a pas un joueur technique, avec des caractéristiques les plus frappantes de l'opportunisme et le bon positionnement.
Au début de 2012 le président Roberto Dinamite a dit qu'il rêvait d'un grand attaquant, parce qu'il n'a jamais été un. Alecsandro avéré être dérangé par la phrase du président et a répondu: "Vous voyez le président dire à un joueur qui rêve d'une grande chemise 9 dérange oui, mais 9 est à moi."
Ce fait renfort a été embauché par Vasco quand Carlos Tenorio de l'Équateur est arrivé à tenir. Tenorio avait un ballon de football intéressant, avec de bonnes performances, mais dans le match contre Bangu, sur une pelouse en mauvais état, il a déchiré le tendon d'Achille.
En 2012, Alecsandro a fait plusieurs apparitions pour Vasco, devenant absolue dans l'équipe et un véritable buteur l'un des meilleurs dans le monde. Dans le Championnat du Rio de Janeiro, le joueur a marqué 12 buts en 16 matchs dans la Libertadores, a marqué 3 buts en 10 matchs. Dans ces jeux les Libertadores, Alecsandro a été critiquée à plusieurs reprises par les fans lors du match contre Alianza Lima du Pérou, a perdu deux pénalités et presque compliqué Vasco.
La critique n'a pas empêché même faire un objectif important pour Libertadores contre Libertad. Dans le Rio de Janeiro, Alecsandro a perdu à nouveau une pénalité, ce qui provoque cravate 1 x 1 avec le Resende et une partie de la foule a commencé à le critiquer et demander un autre attaquant.
La critique a finalement cessé, pas complètement, mais s'est relativement améliorée lorsque Alecsandro a commencé à se démarquer pour Vasco dans le Championnat Brésilien. Il était dans le meilleur marqueur de l'équipe 2012 saison avec 26 buts, 10 d'entre eux marqués dans le différend du Championnat du Brésil.

### Atlético Mineiro
Le 19 décembre 2012, Alecsandro a été annoncé comme un nouveau renforcement de l'Atletico Mineiro. Le joueur a signé un contrat de trois ans avec le club, et en retour, Vasco a reçu les joueurs Leonardo et Fillipe Soutto prêt pour un an. Ce fut la première fois de sa carrière quand il a eu l'occasion de jouer sur la même équipe que son frère Richarlyson. Ce même a été le guide Alecsandro le jour de sa présentation à la Ville Coq. Il était très important pour l'équipe Galo en dépit d'être sur le banc. Il a marqué un beau but coup de pied avec son gaucher de pied hors de la zone dans le match contre le stade Indépendance d'Arsenal Argentine dans la dernière minute du match pour la Copa Libertadores 2013, le jour où le coq battu pour la deuxième fois l'équipe argentine de la même marquer qui a été construit à Buenos Aires (5-2). Dans la demi-finale contre Old Boys de Newell de l'Argentine et en finale contre Olimpia du Paraguay (à la fois dans le deuxième match et est allé à des pénalités) sont entrés dans la 2e moitié des 2 jeux et ouvert positivement la séance de tirs à l'équipe Atlético. Le 24 juillet de la même année, il a gagné par Atletico Mineiro dans la Copa Libertadores en réserve attaquant Jô.

### Flamengo
Dans la nuit du mercredi 9 janvier 2014, il a été formalisé comme un renforcement de Flamengo pour la saison 2014 arriverait avec méfiance par la foule en raison de son passé à Vasco, mais a été progressivement gagne les fans Flamengo. Ses débuts pour Flamengo a eu lieu le 25 janvier, en match contre Duque de Caxias valable pour le 1er tour du Championnat de Rio de Janeiro, ce jeu Alecsandro a marqué le but de Flamengo 2, qui perdait par 2-0, mais à la fin à égalité 2 à 2. Avant le Boavista, a marqué son premier hat-trick pour Flamengo, le jeu a fini 5-2 à Flamengo dans un match valable pour le Championnat de Rio de Janeiro. Il a marqué deux buts dans la déroute par 5-3 devant le Cabofriense. Il a été champion et le deuxième meilleur buteur, marquant 10 buts.
Alecsandro a donné une alerte sur les fans de Flamengo sur la nuit du 15 octobre 2014, dans la victoire par 1-0 avant l'America-RN, les quarts de finale de la Coupe du Brésil. L'attaquant a subi un effondrement sur le front (fracture avant comminutive) après un accident de la tête et a subi une chirurgie le prochain départ du matin. Et à cause de la rupture n'a pas été en mesure de revenir au jeu dans le reste de la saison.
Le 31 janvier, 2015, dans le match entre Flamengo et Macaé pour le premier tour de Rio de Janeiro Championnat Alecsandro a marqué le but égalisateur jeu qui a terminé 1-1, mais ce qui a attiré le plus d'attention est que le 27 du deuxième temps Alecsandro était qui a remplacé le gardien Paulo Victor, quand il est entré en collision avec un adversaire et ne pouvait pas rester. Flamengo pourrait avait fait toutes les substitutions et non remplacer le gardien de but, alors l'attaquant en position de leader du groupe de mettre les gants et descendit les poutres, a défendu le but pendant plus de 15 minutes. Sans aucune difficulté réelle, Alec a frappé quelques coups de buts évités de justesse de chaque région et est venu de diviser une balle qui vient de quitter pour un joueur de Flamengo.
Le 11 février 2015, en dépit d'avoir fait l'un des cinq buts de la victoire de Flamengo 5-1 devant Cabofriense, il a perdu une chance de marquer très clair. Cette offre a été votée "gribouillage" tour de milieu de semaine, avec 65,32% des votes dans le sondage réalisé par "É Gol!!!" du SporTV.
La journée de 8 avril, 2015 a été pas le meilleur pour Alecsandro. Le Fla a joué contre Nova Iguaçu dernière manche de la Coupe Guanabara, Botafogo avait gagné Macaé par 1-0, et Mengão a été lié à 0-0 avec les résultats Botafogo a été couronné champion. 46 de la deuxième moitié, après le coup Cirino, le gardien Nova Iguaçu a donné rebond, Alec qui était presque sous la barre avait une chance de marquer, mais a pris beaucoup sous le ballon et envoyé sur la barre transversale. Le prochain rebond, Eduardo da Silva a tenté coup improbable et joué. Ainsi, Alecsandro a raté une chance incroyable de marquer et donc donner le titre de champion de la Coupe Guanabara Flamengo.
Dans le Championnat de Rio de Janeiro 2015, Alecsandro arrêté dans la demi-finale contre Vasco, était bi-champion de la Tournoi Super Classics, canonnier et vice champion de la Coupe Guanabara marquant 9 buts aux côtés de trois autres joueurs.
Le résultat attendu de Flamengo Alecsandro a été officiellement confirmé la nuit du 5 juin. Dans un communiqué, le club et le bureau lecteur de presse a déclaré que le contrat a été résilié à l'amiable. Le joueur avait reçu des propositions, et ce qui le dérangeait était le conseil d'administration ont accepté les négociations.

### Palmeiras
Le 2 juin, 2015, Alecsandro signe en faveur de l'équipe de Palmeiras jusqu'en décembre 2016.
En 2016, il termine la saison avec 12 buts en 34 matchs, devenant ainsi le meilleur buteur de l'équipe. Le 12 décembre, il prolonge son contrat jusqu'à la fin de l'année 2017.

## Vie personnelle
Alecsandro est le fils de l'ancien droit de pointe Lela, qui a réussi à Coritiba dans les années 1980.
Son frère est également footballeur Richarlyson et joue pour F.C Goa.
Le frère de Deco, ancien joueur brésilien naturalisé portugais.
Il est membre du milieu Carlos Alberto. Les deux commandent un restaurant situé à Barra da Tijuca, Zone Ouest de Rio de Janeiro.

## Palmarès
Vitória
- Championnat de Bahia: 2002, 2003
- Coupe du Nord-est: 2003

 Cruzeiro
- Championnat du Minas Gerais: 2006

 Sporting
- Coupe du Portugal: 2006/07, 2007/08

 International
- Championnat du Rio Grande do Sul: 2009
- Coupe Suruga Bank: 2009
- Copa Libertadores: 2010

 Vasco da Gama
- Coupe du Brésil: 2011

 Atlético Mineiro
- Championnat du Minas Gerais: 2013
- Copa Libertadores: 2013

 Flamengo
- Championnat de Rio de Janeiro: 2014

 Palmeiras
- Coupe du Brésil: 2015
- Championnat du Brésil: 2016

## Buts
- 2009 - Coupe Suruga Bank: (1 but)
- 2011 - Coupe du Brésil: (5 buts)
- 2012 - Coupe Guanabara: (8 buts)
- 2012 - Championnat de Rio de Janeiro: (12 buts)
- 2012 - Artilleur du Vasco dans l'année: 25 buts
- 2014 - Coupe Guanabara: (7 buts)
- 2015 - Coupe Guanabara: (9 buts)